# Райнфельд (Омська область)
Райнфельд (рос. Райнфельд) — присілок у Мар'яновському районі Омської області Російської Федерації.
Належить до муніципального утворення Заринське сільське поселення. Населення становить 235 осіб.

## Історія
Згідно із законом від 30 липня 2004 року органом місцевого самоврядування є Заринське сільське поселення.

## Населення
| 2010 |
| ---- |
| 235  |